# Diogo Álvares de Brito
Diogo Álvares de Brito (? - Évora, 5 de Maio de 1424) foi um bispo de Évora (1406-1415) e arcebispo de Lisboa (1415-1422).

## Biografia
Era D. prior da colegiada de Guimarães, quando foi eleito para bispo de Évora (1406). Em 1415, sendo ainda vivo o arcebispo de Lisboa João Esteves de Azambuja, foi nomeado arcebispo de Lisboa pelo Antipapa João XXIII (o Papa de Pisa, na altura, tido como legítimo); como se demorasse na emissão das bulas, porém, o cabido não lhe quis dar posse, sendo causa de vários conflitos na diocese.
D. João I, por isso mesmo, escreveu em 1422 ao cabido da Sé, ordenando aos cónegos que não obedecessem ao arcebispo, passando o cabido a governar temporal e espirtualmente a arquidiocese. O arcebispo D. Diogo recorreu então à autoridade do pontífice Papa Martinho V, que escreveu, numa carta dirigida ao rei e ao herdeiro, D. Duarte, para que reinstalassem D. Diogo Álvares de Brito no governo da diocese. A súplica do Papa, porém, não foi ouvida, tendo o arcebispo recolhido-se a Évora, onde viria a falecer, desgostosamente, dois anos mais tarde, em 5 de Maio de 1424. Jaz numa sepultura sem nome, na Sé de Évora.